# 孙传尧
孙传尧（1944年12月13日—），生于黑龙江省饶河县，山东东平人，矿物加工工程专家，中国工程院院士，现任矿物加工科学与技术国家重点实验室主任。

## 履历[1]
- 1968年，于东北大学毕业。
- 1981年，于北京矿冶研究总院获硕士学位
- 1988年2月至2007年2月，任北京矿治研究总院院长。
- 2003年，当选中国工程院院士。